# علی ارومیان

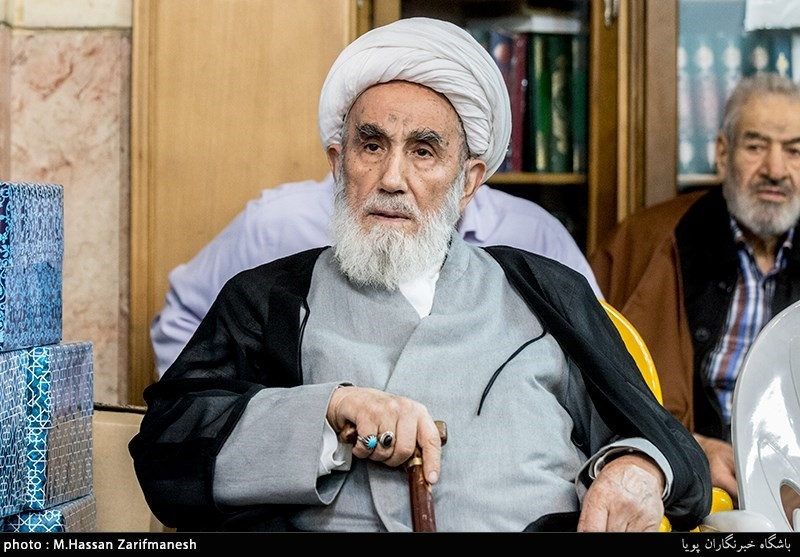
علی ارومیان در سال ۱۳۹۷ در نهمین یادواره شهدای مسجد شیشه

علی ارومیان (۱۳۱۰ – ۳ بهمن ۱۴۰۲) نماینده آذربایجان شرقی در دوره دوم مجلس خبرگان رهبری و دوره سوم مجلس خبرگان رهبری، نماینده مجلس شورای اسلامی و عضو دفتر استفتائات علی خامنه‌ای بود. او در تاریخ ۳ بهمن ۱۴۰۲ درگذشت.

## زندگی
علی ارومیان در سال 1311 در خانواده ای مذهبی در مراغه به دنیا آمد. در سالهای اولیه تحصیل قرآن و همچنین درس‌های معمول خود را در مدرسه می‌آموخت. تا دوران دبیرستان بود که تصمیم گرفت به مدرسه علمیه مراغه که شیخ عزیز ادیب در آنجا تدریس می‌کرد، برود. سپس برای ادامه تحصیل در حوزه علمیه قم به قم سفر کرد. در قم تحت تعلیم میرزا مسلم ملکوتی بود. پس از گذراندن مدتی در قم، تصمیم گرفت به نجف هجرت کند و تحصیلات اسلامی خود را در حوزه نجف ادامه دهد و در آنجا بیشتر دوران تحصیل خود را در فقه سپری کند. او در نجف توسط ابوالقاسم خویی، محسن حکیم، عبدالله موسوی شیرازی و محمود شاهرودی و همچنین روح‌الله خمینی تدریس می‌کرد. اما در دوران تحصیل در نجف با آیت‌الله شیرازی و آیت‌الله خویی بسیار نزدیک شد و در محضر ایشان شرکت می‌کرد. او حتی خلاصه‌ای از سخنرانی‌های آنان را نوشت که در نجف منتشر کرد پس از گذراندن ۱۹ سال در نجف، تصمیم گرفت در سال ۱۳۵۲ به مراغه بازگردد. در جریان اوضاع سیاسی ایران، او خطبه‌هایی را در منبر دربارهٔ رژیم پهلوی ایراد کرد که منجر به اعزام او به کلانتری برای بازجویی توسط ساواک و در نهایت ممنوعیت سخنرانی در مورد رژیم پهلوی شد.
پس از انقلاب دو دوره در مجلس خبرگان رهبری و همچنین در دوره دوم مجلس شورای اسلامی خدمت کرد. سه تن از پسرانش مهدی، رضا و محسن در جنگ ایران و عراق جان باختند. پسر چهارم وی در عملیات خیبر در جزیره مجنون به شدت مجروح شد.

## فعالیت‌های سیاسی و اجتماعی

### دوران پهلوی
از دیگر فعالیت‌های سیاسی وی زمانی بود که نواب صفوی مبارزه با رژیم پهلوی را آغاز کرد. در آن زمان سید محمد موسوی، مرکزی در تبریز تأسیس کرد که برادر بزرگ او (حاج حسین) از اعضای اصلی این مرکز بود. ارومیان نیز به این مرکز پیوست و با آن همکاری کرد. این مرکز علاوه بر کمک‌های مالی مخفیانه ای که به نواب و یارانش می‌رساند، در صدد بود تا عملیاتی نظیر آنچه گروه فدائیان اسلام صورت می‌دهند، در آذربایجان انجام دهد. به هر حال، پس از دستگیری نواب صفوی، فعالیت این مرکز متوقف ماند و در نهایت، به انحلال انجامید. پس از تعطیلی این مرکز، برای ادامه و تکمیل تحصیلات علوم دینی به قم نقل مکان کرد.

### پس از انقلاب اسلامی
ارومیان نماینده دوره اول و دوم مجلس شورای اسلامی از شهرستان مراغه که در دوره اول رئیس کمیسیون آب و برق و پست و تلگراف و تلفن و در دوره دوم نایب رئیس اول کمیسیون صنایع و معادن بود. در طی این دو دوره چندین مرتبه از سوی مجلس شورای اسلامی به کشورهای چین، ژاپن و ترکیه سفر کرد. بعد از سپری شدن نمایندگی دوره دوم مجلس شورای اسلامی، از سوی سید روح‌الله خمینی به امامت جمعه شهرستان میانه منصوب شد. در سال ۱۳۶۸ از این سمت استعفا داده به تهران بازگشت و فعالیت خود را در جامعه روحانیت شماره دو و مهدیه تهران برای تدریس متمرکز کرد. پس از مدتی بنا به دعوت جانشین عقیدتی - سیاسی فرمان‌دهی کل قوا به عنوان مشاور، مشغول شد و تا سال ۱۴۰۲ در دفتر رهبری بخش پاسخ به احکام شرعی فعالیت داشت.

### دستگیری تیم کمیسیون تحقیق و تفحص مجلس خبرگان رهبری
در شهریور سال ۱۳۸۳ اعضای تیم تحقیق و تفحص مجلس خبرگان رهبری با حکم عبدالواحد شریفی نهاوندی قائم مفام وقت حفاظت اطلاعات قوه قضاییه دستگیر شدند. دستگیری این افراد منجر به ایراد اتهامات سنگین به برخی مقامات منسوب به قوه قضاییه، خبرگان رهبری و مجلس شورای اسلامی شد. شریفی نهاوندی در دی ماه ۱۳۸۳ در یک مصاحبه مطبوعاتی به این پرونده پرداخت که با واکنش علی ارومیان مواجه شد. ‫در‬‫پی‬ ‫مصاحبه‬ ‫مطبوعاتی‬ ‫معاون‬ ‫حفاظت‬ ‫اطلاعات‬ ‫قوه‬ ‫قضائیه‪، ‬‬ ‫ارومیان‬ ‫در‬ ‫‪۱۳۸۳/۱۰/۱۴‬‬ ‫با‬ ‫ارسال‬ ‫نامه‬ ‫ای‬ ‫به‬ ‫رسانه‬ ‫ها‬ ‫به‬ ‫آن‬ ‫واکنش‬ ‫نشان‬ ‫داد‪ و ‬‫با‬ ‫غیر‬ ‫واقعی‬ ‫خواندن‬ ‫ ‫اظهارات‬ ‫شریفی‬ ‫در‬ ‫بخشی‬ ‫از‬ ‫این‬ ‫نامه‬ ‫آورده‬ ‫است:
‫اغلب‬‫ پرونده‌ها‬ ‫به‬ ‫وسیله‌ی‬ ‫قضات‬ ‫و‬ ‫حفاظت‬ ‫اطلاعات‬ ‫قوه‌ی‬ ‫قضاییه‬ ‫به‬ ‫دفتر‬ ‫می‌رسد‬ ‫که‬ ‫پس‬ ‫از‬ ‫طرح‬ ‫و‬ ‫بررسی‬ ‫توسط‬ ‫خود‬ ‫آنها‬ ‫مقرر‬ ‫بود‬ ‫به مقامات‬‫ مسوول‬ ‫تقدیم‬ ‫و‬ ‫از‬ ‫طریق‬ ‫آنها‬ ‫به‬ ‫سازمان‌ها‬ ‫و‬ ‫ارگان‌های‬ ‫ذی‌ربط‬ ‫قانونی‬ ‫ارجاع‬ ‫داده‬ ‫شود‬. ‫در‬‫حالی‬ ‫که‬ ‫سوابق‬ ‫پرونده‌ها‬ ‫در‬ ‫وزارت‬ ‫اطلاعات‬ ‫در‬ ‫دست‬ ‫بررسی‬ ‫بوده‪، ‬‬ ‫متاسفانه‬ ‫آقای‬ ‫شریفی‬ ‫با‬ ‫دست‬ ‫پاچگی‬ ‫و‬ ‫بدون‬ ‫ملاحظه‬ ‫و‬ ‫آگاهی‬ ‫از نظر‬‫ وزارت‬ ‫اطلاعات‬ ‫به‬ ‫طور‬ ‫غیرقانونی‬ ‫اقدام‬ ‫به‬ ‫افشای‬ ‫آن‬ ‫کرده‬ ‫و‬ ‫مطالب‬ ‫خلاف‬ ‫را‬ ‫به‬ ‫این‌جانب‬ ‫منتسب‬ ‫کرده‬ ‫است‬.

## آثار
تنقیح الاصول (کتاب استصحاب) (تقریرات درس آیةاللّه شیرازی است در
کتاب الصّوم (تقریرات درس آیةاللّه شیرازی).
فلسفه روزه در اسلام.
همچنین مقالاتی در فلسفه و منطق (دست‌نویس).
رساله‌هایی در ابواب متفرّقه فقهی (دست‌نویس).
شرح کفایة الاصول، به فارسی (دست‌نویس).
مقالاتی در علم رجال (دست‌نویس).